# Mário de Andrade

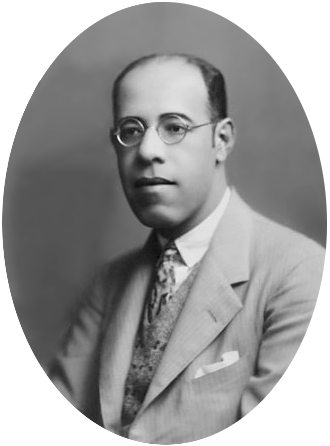
Mário de Andrade
(1928)

Mário Raul de Morais Andrade (São Paulo, 9 oktober 1893 - aldaar, 25 februari 1945) was een Braziliaans schrijver, dichter, essayist, criticus, kunsthistoricus en musicoloog. Hij schreef in het Portugees en wordt wereldwijd gezien als een belangrijke exponent van het modernisme.

## Leven en werk
Andrade studeerde muziek aan het conservatorium van São Paulo, waar hij vanaf 1922 ook zou doceren. Van 1935 tot 1937 was hij chef afdeling Culturele Zaken van de stad São Paulo, in welke hoedanigheid hij veel initiatieven ontplooide op cultureel gebied. Van 1938 tot 1940 was hij hoogleraar kunstgeschiedenis aan de Universiteit van São Paulo. In de laatste fase van zijn leven hield hij zich voornamelijk bezig met onderzoek op het gebied van folklore en Braziliaanse muziek.
Andrade debuteerde in 1917 met de door de Franse symbolisten beïnvloede gedichtenbundel Há uma Gota de Sangue em Cada Poema (Ieder gedicht bevat een druppel bloed). Zijn volgende bundel, Paulicéia Desvairada (São Paulo volledig in de war) betekende echter een volledige ommekeer en zijn definitieve toewijding aan het modernisme. In zijn woord vooraf betoogt hij dat alle poëzie voortkomt uit het onderbewustzijn van de dichter en dat deze gedisciplineerd moet worden door diens kritisch inzicht. In de ogen van Andrade is alle kunst een subjectieve en opzettelijke misvorming van de werkelijkheid. Deze opvatting zou hij later uitwerken in tal van essays die internationaal de aandacht trokken. In diverse latere bundels bevestigde hij zijn faam. Andrade bepleit een grote mate van vrijheid voor de dichter, in stijl, ritme en thematiek, maar zijn werk getuigt nergens van bandeloosheid. Hij slaagt erin harmonie en evenwicht tot stand te brengen in een voor de Portugese literatuur geheel nieuwe vorm, maar uiteindelijk wel duidelijk blijk gevend van een sterke vormbeheersing.
Andrade schreef ook proza, met zijn "rapsodie" Macunaíma als belangrijkste werk. Macunaíma is een figuur uit de Indiaanse mythologie en de verpersoonlijking van de held zonder karakter. Spottend en ironisch beschrijft hij op nuchtere en absurdistische wijze de verwikkelingen van zijn hoofdpersoon, die niets is, alles kan worden, maar uiteindelijk door zijn luie en kameleon-achtige, soms pompeuze gedrag nergens toe komt.
Andrade overleed in 1945 aan een hartinfarct, 51 jaar oud. De gemeentelijke bibliotheek van São Paulo is naar hem vernoemd. Over zijn verdere privé-leven is weinig bekend, maar waarschijnlijk viel De Andrade op mannen.

## Bibliografie

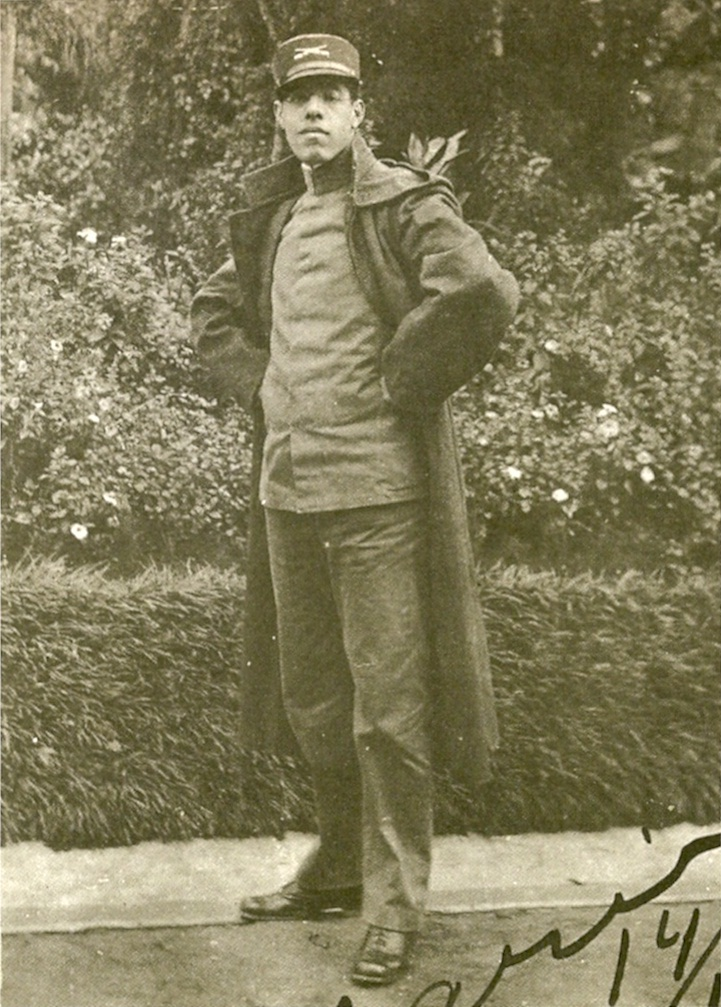
De jonge Andrade
(1916)

### Poëzie
- Há uma Gota de Sangue em Cada Poema (1917)
- Paulicéia Desvairada (1922)
- Losango Cáqui (1926)
- Clã do Jabuti (1927)
- Remate de Males (1930)
- Poesias (1941)
- Lira Paulistana (1946)
- O Carro da Miséria (1946)
- Poesias Completas (1955)

### Essays, kritieken en musicologie
- A Escrava que não é Isaura (1925)
- Ensaio sobre Música Brasileira (1928)
- Compêndio de História de Música (1929)
- O Aleijadinho de Álvares de Azevedo (1935)
- Lasar Segall (1935)
- O Movimento Modernista (1942)
- O Baile das Quatro Artes (1943)
- O Empalhador de Passarinhos (1944)
- Ensaio sobre a Música Brasileira (1962) [expanded edition].
- O Banquete (1978)

### Romans

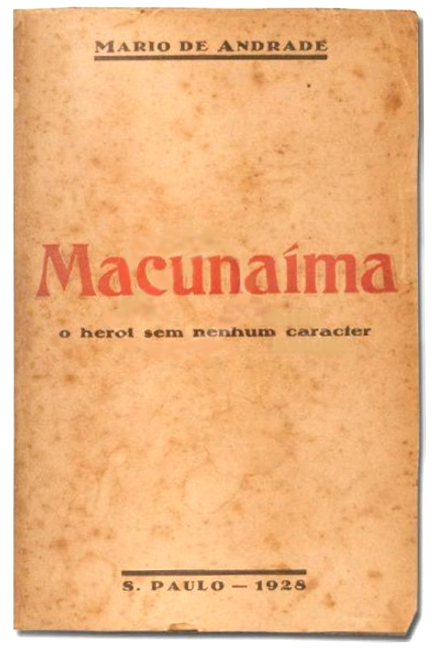
Eerste editie van Macunaíma

- Amar, Verbo Intransitivo (1927)
- Macunaíma (1928)

### Verhalen
- Primeiro Andar (1926)
- Belasarte (1934)
- Os filhos da Candinha (1943)
- Contos Novos (1947)

### Dagboek
- O Turista Aprendiz (1977)